# Gittenbergeria turriplana
Gittenbergeria turriplana е вид коремоного от семейство Trissexodontidae.

## Разпространение
Видът е разпространен в Португалия.